# يو إف سي على فوكس: فيلاسكيز ضد دوس سانتوس
يو إف سي على فوكس: فيلاسكيز ضد دوس سانتوس (بالإنجليزية: UFC on Fox: Velasquez vs. dos Santos)‏ هو حدث لفنون القتال المختلطة نظمته يو إف سي، أُقيم في 12 نوفمبر 2011، على هوندا سنتر في آناهايم، كاليفورنيا، الولايات المتحدة.